# Three B Diet
Three B Diet（スリービーダイエット）は、SOPHIO株式会社の展開する完全プライベートパーソナルダイエットジムである。SOPHIO株式会社は、協栄スイミンググループの一つである。

## 沿革
- 2015年5月 - 協栄スポーツクラブ十日市場内にThree B Dietの前身“Neut:Re”としてオープン
- 2015年12月 - SOPHIO株式会社設立
- 2016年4月 - Three B Diet　として町田にオープン　同時に、十日市場Neut:ReもThree B Dietへと改名

## グループ企業
- 協栄スイミングクラブ町田　〒194-0035　東京都町田市忠生2-3-1
- 協栄スイミングクラブ座間　〒228-0027　神奈川県座間市座間2-239
- 協栄スイミングクラブ相模原　〒252-0228　神奈川県相模原中央区市並木1-8-16
- 協栄スポーツクラブ十日市場　〒226-0025　神奈川県横浜市緑区十日市場町803-1
- クーパス十日市場校　〒226-0025　神奈川県横浜市緑区十日市場町804-2-2
- クーパス座間校　〒252-0027　神奈川県座間市座間2-239
- K&W BOXING GYM　〒226-0025　神奈川県横浜市緑区十日市場町804-2-2
- K☆maxダンススタジオ相模原校　〒252-0228　神奈川県相模原中央区市並木1-8-16
- K☆maxダンススタジオ座間校　〒228-0027　神奈川県座間市座間2-239
- アイラック（児童発達支援・放課後等デイサービス）　〒252-0004　神奈川県座間市東原4丁目23-13